# 汪舜民
汪舜民（1453年—1507年），字從仁。南直隶徽州府婺源县人，民籍，明朝政治人物。

## 生平
九月二十九日生，成化十三年丁酉科應天府鄉試第八十七名，联捷十四年（1478年）戊戌科會試第二百六十八名，廷試三甲第十一名進士。授行人，擢拔為御史，巡按甘肅。其父汪奎被廷杖後，汪舜民將他扶起。皇帝知道後不悅，將汪舜民贬為蒙化卫经历。弘治初年，升東莞知縣，未及就任，元年（1488年）三月又擢拔為江西僉事。九年二月升雲南副使，十六年九月起復山東副使，往淮揚賑災。十八年二月升福建按察使，正德元年（1506年）六月升河南右布政使，不久轉左布政，正德二年（1507年）正月，以右副都御史撫治鄖陽，五月改為南京都察院左副都御史，六月在赴任途中去世。編有《徽州府志》十二卷。

## 家族
汪華第七子汪爽之後。曾祖汪彪；祖父汪桐；父汪魁。母游氏。重庆下。弟天民、舍民、生民、濟民。娶江氏。